# Majungasaurus
Majungasaurus is een geslacht van uitgestorven vleesetende theropode dinosauriërs behorend tot de groep van de Neoceratosauria, dat tijdens het Laat-Krijt leefde op Madagaskar. De enige benoemde soort is Majungasaurus crenatissimus.
Op het einde van de negentiende eeuw werden door Franse onderzoekers tanden en stukken bot gevonden van een vleesetende dinosauriër die ze de naam Megalosaurus crenatissimus gaven. Pas in 1955 kreeg het dier zijn eigen geslacht: Majungasaurus, wat 'sauriër uit Mahajanga' betekent. Er was eerst zo weinig over de soort bekend dat een stuk schedel ervan in 1979 de aparte naam Majungatholus kreeg en men dacht dat dit een planteneter was. Pas in 2007 werd de verwarring grotendeels opgelost na de vondst van veel vollediger skeletten. De wetenschappers hebben nu een vrij goed beeld van hoe het dier eruitzag.
Majungasaurus was een middelgrote roofsauriër van ongeveer zes meter lengte. Hij had een korte brede kop met vrij kleine tanden en een stevig gebouwd gedrongen lichaam met heel kleine voorpoten en korte achterpoten. Hij joeg op grote sauropoden die hij ombracht door zich met zijn brede bek in hun lichaam vast te happen om er dan grote stukken vlees uit te wrikken. Voor dat doel was de schedel van Majungasaurus zwaargebouwd. Veel schedelbeenderen waren stevig met elkaar vastgegroeid. Die botten waren daarnaast binnenin uitgehold en bovenop voorzien van een beenpantser met bizarre bulten en uitsteeksels, waaronder een verticale hoorn midden op de kop.

## Vondst en naamgeving
Majungasaurus heeft een zeer ingewikkelde naamgevingsgeschiedenis die aanleiding heeft gegeven tot een aantal taxonomische problemen die pas in 2011 zijn opgelost.

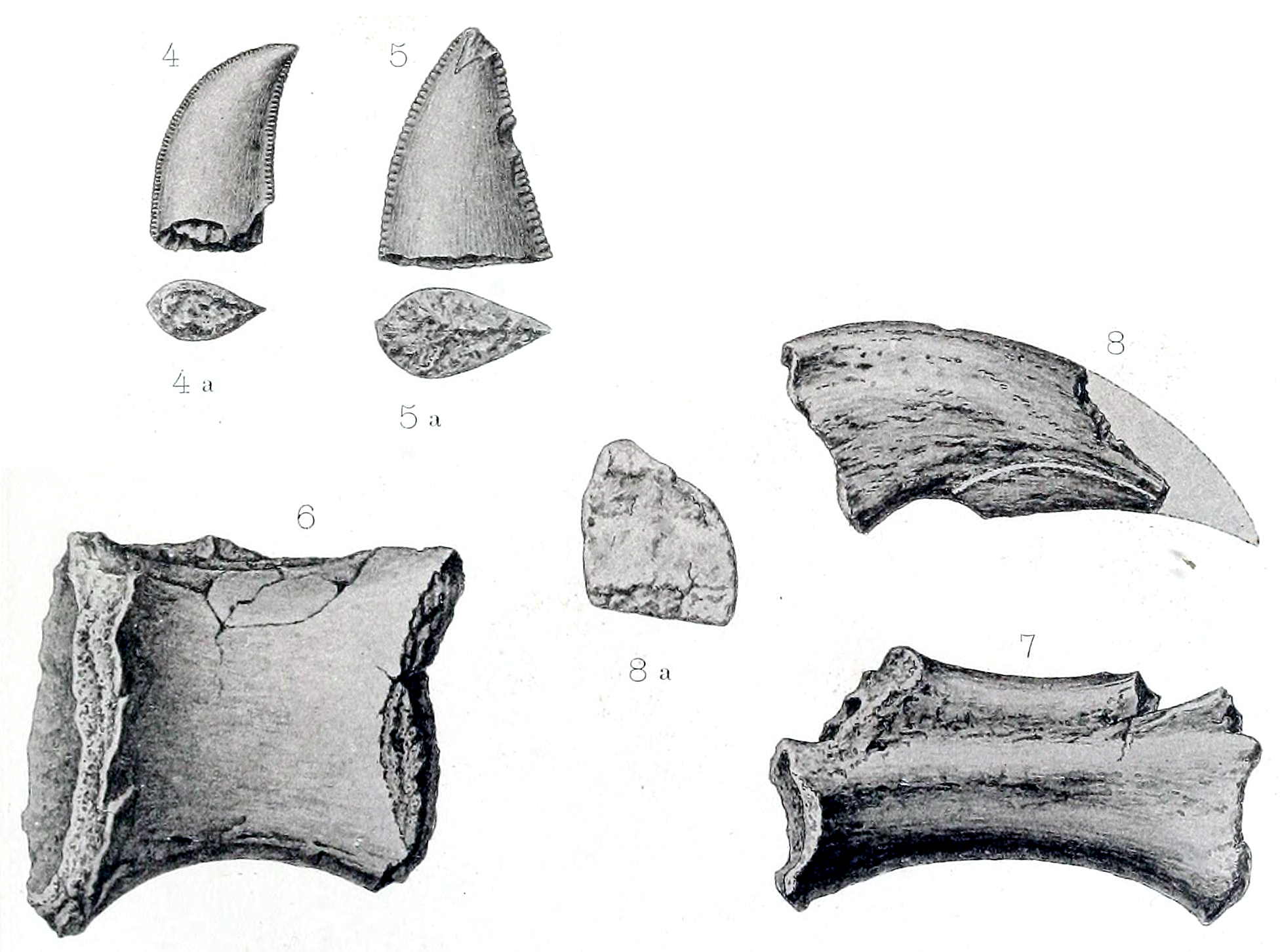
De in 1896 beschreven fossielen

Op het eind van de negentiende eeuw werd door het Franse leger een expeditie uitgevoerd vanuit het noorden van hun net veroverde kolonie Madagaskar. In het kader daarvan zette legerarts Félix Salètes een veldhospitaal op bij Maevarana. Geoloog kapitein Jean-Marie Colcanap had hem gevraagd daarbij meteen eens uit kijken naar mogelijke versteende resten die als gidsfossiel konden dienen voor de geologische kaart die hij aan het samenstellen was. Salètes meende echter dat hij als geneesheer wel wat beters te doen had en liet die taak over aan sergeant-majoor der mariniers Landillon die in 1895 inderdaad in de oeverwal van de rivier de Betsiboka een rijke fossielhoudende laag aantrof welke hij met groot enthousiasme uitgroef. Salètes zond de vondsten door naar de Franse paleontoloog Charles Jean Julien Depéret. Onder de resten bevonden zich twee tanden van een theropode: specimina FSL 92.306a, een achterste tand uit de praemaxilla van de bovenkaak en FSL 92.306b, een achterste tand uit de onderkaak. Deze vernoemde Depéret in 1896 als een soort van Megalosaurus: Megalosaurus crenatissimus. De soortaanduiding betekent 'zeer gekarteld' in Neolatijn en is een verwijzing naar de snijrand die over de volle lengte gekarteld is. Naast de tanden behoorde nog een reeks andere fossiele fragmenten, op verschillende locaties gevonden, tot de syntypen van de soort: FSL 92.289, een stuk staartwervel; FSL 92.290, een stuk voetklauw; FSL 92.343, het wervellichaam van een sacrale wervel en verder nog een wervellichaam dat tegenwoordig geen inventarisnummer heeft. Hoewel Depéret in de soortaanduiding verwees naar de tanden zou hij nooit uit de syntypen een lectotype kiezen. Wel bracht hij de soort in 1928 onder bij een ander geslacht, Dryptosaurus, als een Dryptosaurus crenatissimus. Gezien de schamelheid van de vondsten trok de soort weinig aandacht.

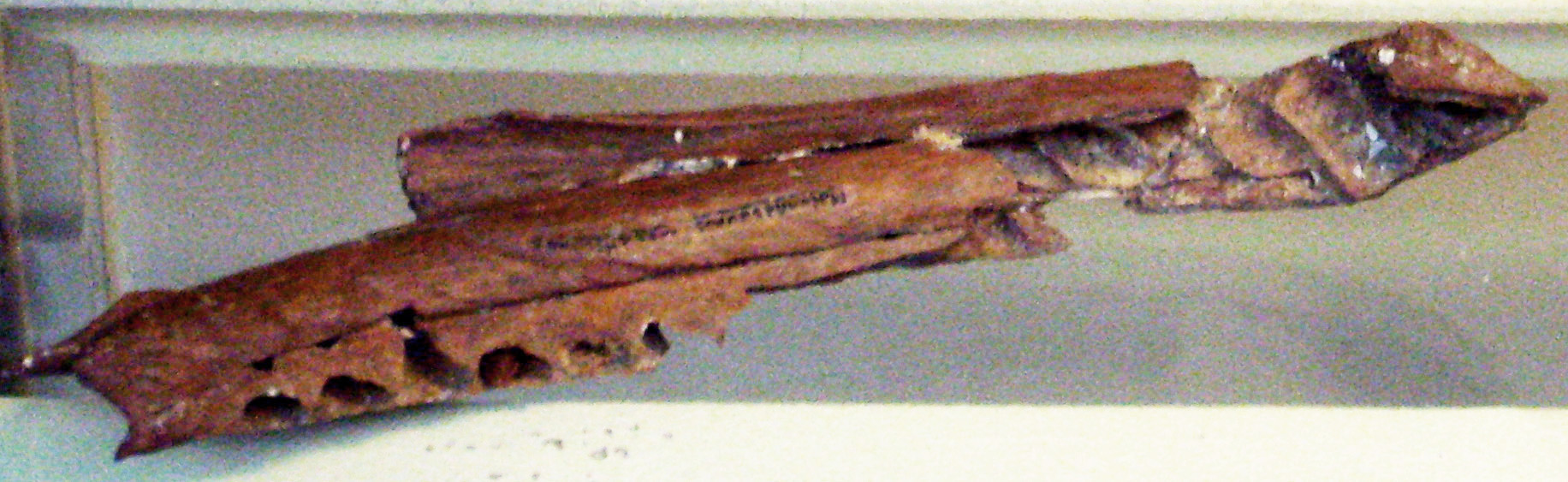
MNHN.MAJ 1, het stuk onderkaak dat Lavocat tot holotype wilde maken

Gedurende de eerste helft van de twintigste eeuw zouden er nog meer fossielen van theropoden uit de provincie Mahajanga verzameld worden en in de collectie van het Muséum National d'Histoire Naturelle te Parijs terechtkomen. In 1955 herkende René Lavocat, die zelf in Madagaskar opgravingen verrichtte, de tanden in een stuk rechteronderkaak, specimen MNHN.MAJ 1 in april 1954 door een dorpeling gevonden bij Berivotra, als die van Megalosaurus crenatissimus. Hij oordeelde dat de soort in een apart geslacht ondergebracht moest worden dat hij benoemde als Majungasaurus. 'Majunga' is een alternatieve spelling van 'Mahajanga'. Omdat Depéret geen lectotype had gekozen, wees Lavocat nu het stuk onderkaak als holotype van het geslacht en van de soort Majungasaurus crenatissimus aan. Dat was inconsequent van hem: aangezien hij ook van oordeel was dat de tanden door Depéret beschreven aan de soort toegewezen konden worden — zoals al bleek uit zijn gebruik van dezelfde soortaanduiding — had hij een van de tanden als lectotype moeten aanwijzen. Het op deze manier wijzigen van het typespecimen is niet toegestaan.

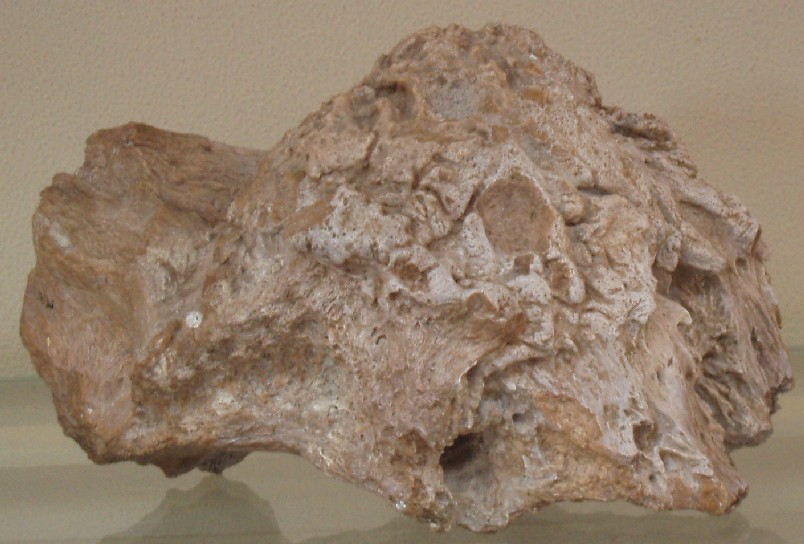
MNHN.MAJ 4, welke voor de schedel van een pachycephalosauriër aangezien werd

In 1979 benoemden Hans-Dieter Sues en Philippe Taquet een bol stuk schedeldak, specimen MNHN.MAJ 4 in 1976 in de Parijse collectie aangetroffen, als een lid van de Pachycephalosauria: Majungatholus atopus. Dat was een verrassende vondst daar deze groep niet van de (sub)continenten uit het eerdere Gondwana bekend was. Daarop wees ook de soortaanduiding die 'buitenissig' of 'niet op zijn plaats' betekent. In 1996 bewees de vondst van een skelet met gedeeltelijke schedel, specimen FMNH PR 2100, dat het vermeende schedeldak in feite de snuitkam van Majungasaurus was, die nu onder de naam Majungatholus verderging omdat Scott Sampson meende dat het typespecimen van Lavocat niet-diagnostisch was en de naam Majungasaurus daarmee een ongeldig nomen dubium. In 2007 echter stelde David Krause dat de kaak duidelijk identiek was aan andere gevonden exemplaren en de naam Majungasaurus dus wel degelijk valide was. Zij heeft dan prioriteit boven haar jongere synoniem Majungatholus. De geldige soortnaam is nu dus Majungasaurus crenatissimus. Krause echter, Lavocats holotype overnemend, liet na alsnog een lectotype te kiezen hoewel ook hij de oorspronkelijke tanden aan de soort toewees, zodat Majungasaurus nog steeds geen geldig typespecimen had. In 2011 echter wees de ICZN het dentarium aan als neotype.

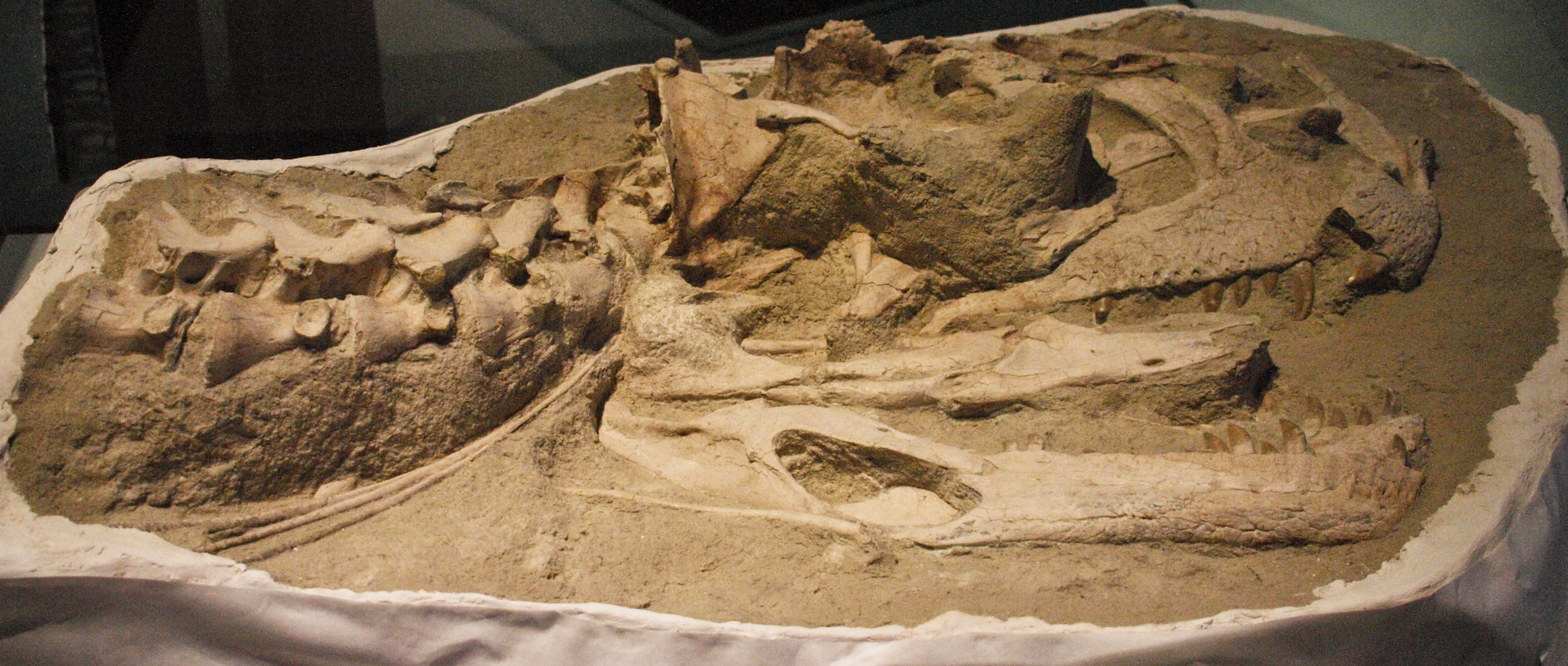
Schedel en nek van FMNH PR 2836

De laatste jaren is een groot aantal fossielen van de soort gevonden. De vijf belangrijkste vindplaatsen hebben de aanduidingen MAD96-01, MAD96-21, MAD99-33, MAD99-26 en MAD05-42. Schedel en onderkaken zijn nu vrijwel volledig bekend alsmede het grootste deel van de postcrania: de delen achter de schedel. Behalve FMNH PR 2110 zijn er nog twee skeletten gevonden: FMNH PR 2278 en UA 8678. Ook een meer complete schedel is opgegraven: FMNH PR 2099. De overige vondsten bestaan uit losse botten en enkele duizenden losse tanden. De fossielen stammen voor wat de botten betreft uit de Anembalemba-afzetting van de Maevaranoformatie die dateert uit het middelste Maastrichtien, ongeveer 67 miljoen jaar oud; tanden zijn ook uit de opvolgende Miadana-afzetting gevonden die doorloopt tot 65,8 miljoen jaar geleden, dus tot in het laatste Maastrichtien. Vroegere literatuur vermeldde wel een datering uit het eerdere Campanien maar daar bleek later geen bewijs voor. Enkele fragmenten uit India, Argentinië, Egypte en Marokko zijn aan Magungasaurus toegeschreven maar die identificaties worden tegenwoordig als hoogstwaarschijnlijk onjuist beschouwd. Aan de soort is in 2007 een reeks artikelen gewijd die het een van de beter beschreven theropoden maakt. In 2012 werd een gedeeltelijk skelet gemeld, FMNH PR 2836 in 2005 gevonden in MAD05-42, met aanvullende delen van de voorpoten. In 2020 werden van dit exemplaar de pathologieën beschreven. Daarnaast werd gemeld dat op MAD05-42 ook de specimina UA 9944 en FMNH PR 3369 zijn gevonden.

## Beschrijving

### Algemene bouw en grootte

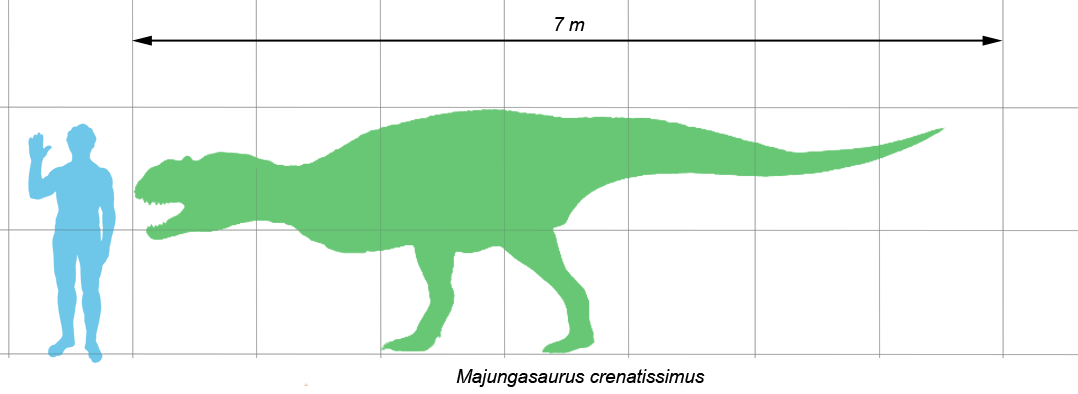
Majungasaurus in grootte vergeleken met een mens

Majungasaurus is een middelgrote roofsauriër. Gregory S. Paul schatte in 2010 de lengte op zes meter, het gewicht op 750 kilogram. Majungsaurus heeft een korte, achteraan vrij brede, zwaargebouwde kop met stevige onderkaken. Een ruim onderste slaapvenster vergroot de bijtkracht. Een uitsteeksel van het postorbitale deelt van achteren de oogkas haast in twee, zodat de oogbol hoog in de bovenste helft gestaan moet hebben. Boven de ogen staan korte hoorntjes en boven op de kop bevindt zich een centraal hoog uitsteeksel. De nek is breed en gedrongen. De achterpoten zijn tamelijk kort, zodat de romp nogal laag boven de grond gehouden werd.

### Diagnose
Krause wist enkele onderscheidende kenmerken vast te stellen. De neusbeenderen zijn hoog en vergroeid; intern zijn ze sterk gepneumatiseerd, van luchtkamers voorzien die met de luchtzakken verbonden waren via tweezijdige openingen. De takken van de beide praemaxillae van de snuit die naar de neusbeenderen lopen, zijn intern onderling gescheiden door een dun uitgroeisel van het neusbeen. De maxilla van de bovenkaak draagt zeventien tanden. De voorhoofdsbeenderen komen achteraan samen om een rond geheel te vormen in plaats van een in het midden ingekeepte achterrand. De voorhoofdsbeenderen hebben midden bovenop een opvallende beenkegel die bij de verschillende volwassen exemplaren in afwijkende mate gepneumatiseerd is. Boven op het schedeldak heeft de verdikte samengroeiing van de wandbeenderen middenin een opvallende groeve. De onderkaak draagt zeventien tanden; het tanddragend been, het dentarium, strekt zich na de laatste tand nauwelijks verder naar achteren uit. De zijgroeve van de onderkaak is laag geplaatst. Tussen de kartelingen van de tanden bevinden zich zwak gevormde groeven. In de nek heeft de atlas een uitsteeksel, de epipofyse, dat sikkelvormig is. De middelste halswervels hebben zijuitsteeksels waarvan de voorkant en de achterkant in zijaanzicht parallel lopen. De voorste ruggenwervels hebben wervellichamen met van boven naar beneden langwerpige gewrichtsvlakken. De doornuitsteeksels van de ruggenwervels en de staartwervels zijn naar boven toe zowel dwars als in de lengterichting verbreed. De nekribben zijn gepneumatiseerd via meervoudige vergrote openingen in de binnenkant en kleinere openingen in de voorkant en achterkant van de glooiing tussen de beide ribkoppen.

### Schedel

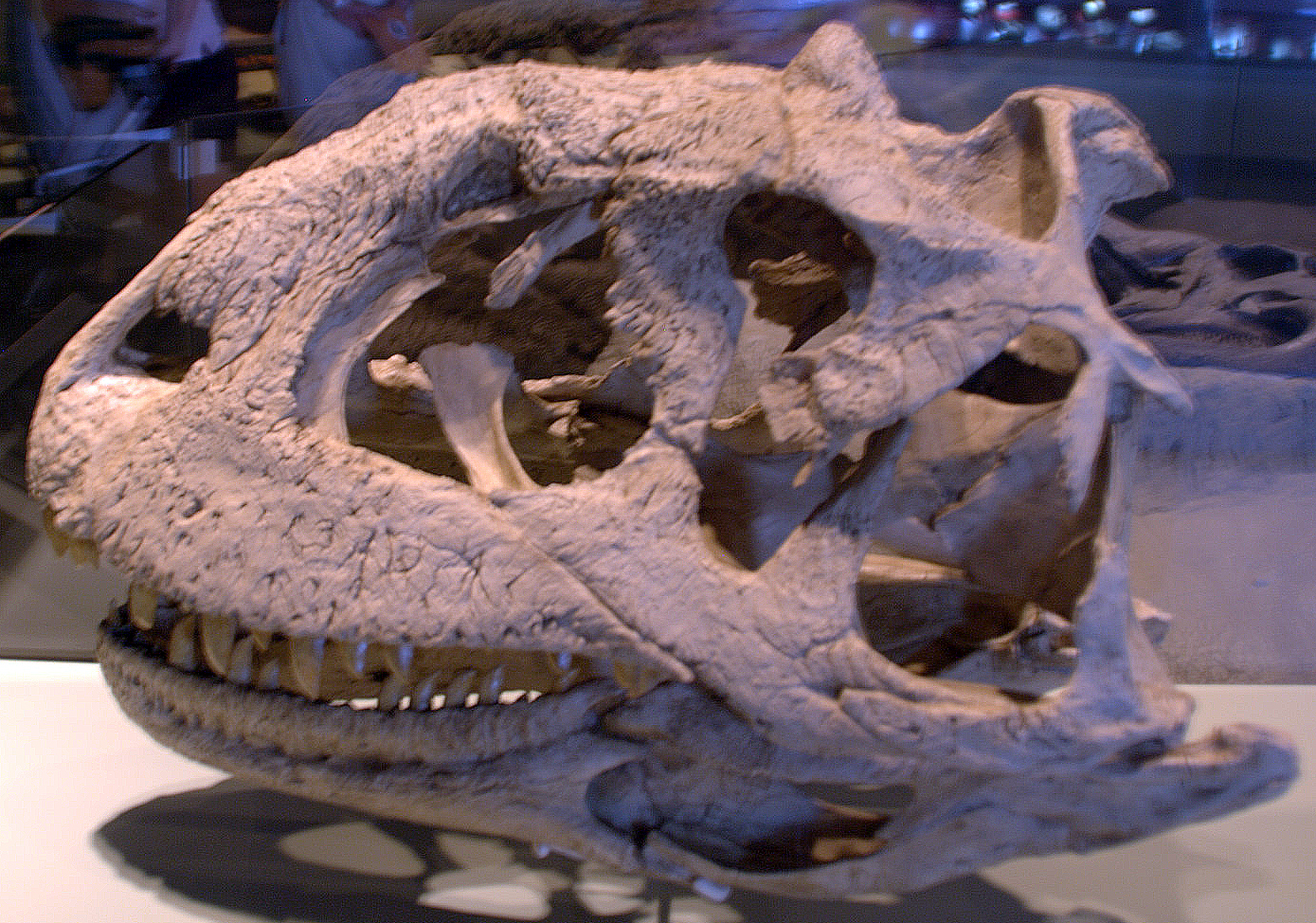
Een afgietsel van de schedel dat duidelijk de processus suborbitalis toont

De snuit bij Majungasaurus is nog meer afgerond dan bij andere Abelisauridae: hij heeft een stompere voorkant en is relatief breder. De schedel is verstevigd doordat de fenestra antorbitalis en het neusgat klein zijn. De onderkaak daarentegen bevat vrij grote openingen. De schedel is bedekt met vastgegroeide huidverbeningen die een sterke verruwing van het oppervlak veroorzaken. Bij het levende dier waren die vermoedelijk bedekt met hoornlagen en grotere schubben zodat de schedelopeningen waarboven de huid gladder was duidelijk afstaken tegen de delen waar het bot vlak onder het huidoppervlak lag. Bij alle basale theropoden doet dit verschijnsel zich voor maar bij geen enkele bekende soort zo sterk als bij Majungasaurus. Dit maakt het ook mogelijk het uiterlijk van het dier met grote nauwkeurigheid te reconstrueren. Boven op de schedel moet de kop een haast bloemkoolachtige oppervlaktestructuur gehad hebben, met overeenkomstig dikke huidlagen. Hun dikte droeg vermoedelijk bij aan de beperkte grootte van de schedelopeningen doordat die aan hun randen dichtgroeiden. De mineralisering van het bot vanuit de huid beïnvloedde kennelijk ook de binnenkant van de schedel; verschillende tussenschotten, zoals het septum interorbitale tussen de oogkassen, die bij andere theropoden als kraakbeen aanwezig waren, zijn bij Majungasaurus verbeend zodat de soort unieke informatie verschaft over hun locatie en vorm.
De praemaxilla draagt vier erg grote tanden en is vrij hoog. Dit element wordt niet belangrijk ondersteund door een voorste opgaande tak van de maxilla; dit uitsteeksel is bij Majungasaurus sterk gereduceerd. De bovenkant van de praemaxilla heeft een bobbelig oppervlak, waarbij tussen de bulten zich tientallen kleine openingen bevinden. De maxilla, stevig met de praemaxilla verbonden, draagt zeventien tanden waarvan de vijfde de grootste is. Ook de maxilla wordt doorboord door wel een honderdtal openingen. De neusbeenderen zijn tot een enkel langwerpig blok vergroeid waar zelfs met een CAT-scan geen beennaad meer is waar te nemen. Het bovenprofiel daarvan is bol; de zijvlakken wat uitgehold. De achterkant loop horizontaal; op het achterste derde deel duikt het voorste stuk abrupt onder een hoek van vijfenvijftig graden naar beneden. Binnenin is het blok vrijwel een enkele doorlopende luchtkamer slechts onderbroken door smalle beenspanten die de twee tot drie millimeter dikke buitenwand ondersteunen. Via twee zeer grote foramina pneumatica aan de zijkanten, die de bovenranden van de fenestrae antorbitales omlaagdrukken, wordt deze kamer ontlucht. In FMNH PR 2100 heeft deze holte een inhoud van 362,3 cm³, bijna de helft van de volume van het element. Vanaf de neusbeenderen loopt een ruwe beenrichel door over het ook weer sterk gepneumatiseerde traanbeen naar het L-vormige postorbitale. Dit draagt aan de voorrand de processus suborbitalis, een uitsteeksel dat de onderkant van de oogbol ondersteunde, nodig omdat zoals bij veel grotere Theropoda het oog klein is ten opzichte van de oogkas. Aan de bovenrand van de oogkas is de status van het praefrontale onduidelijk; het ontbreekt of is vergroeid met het traanbeen.

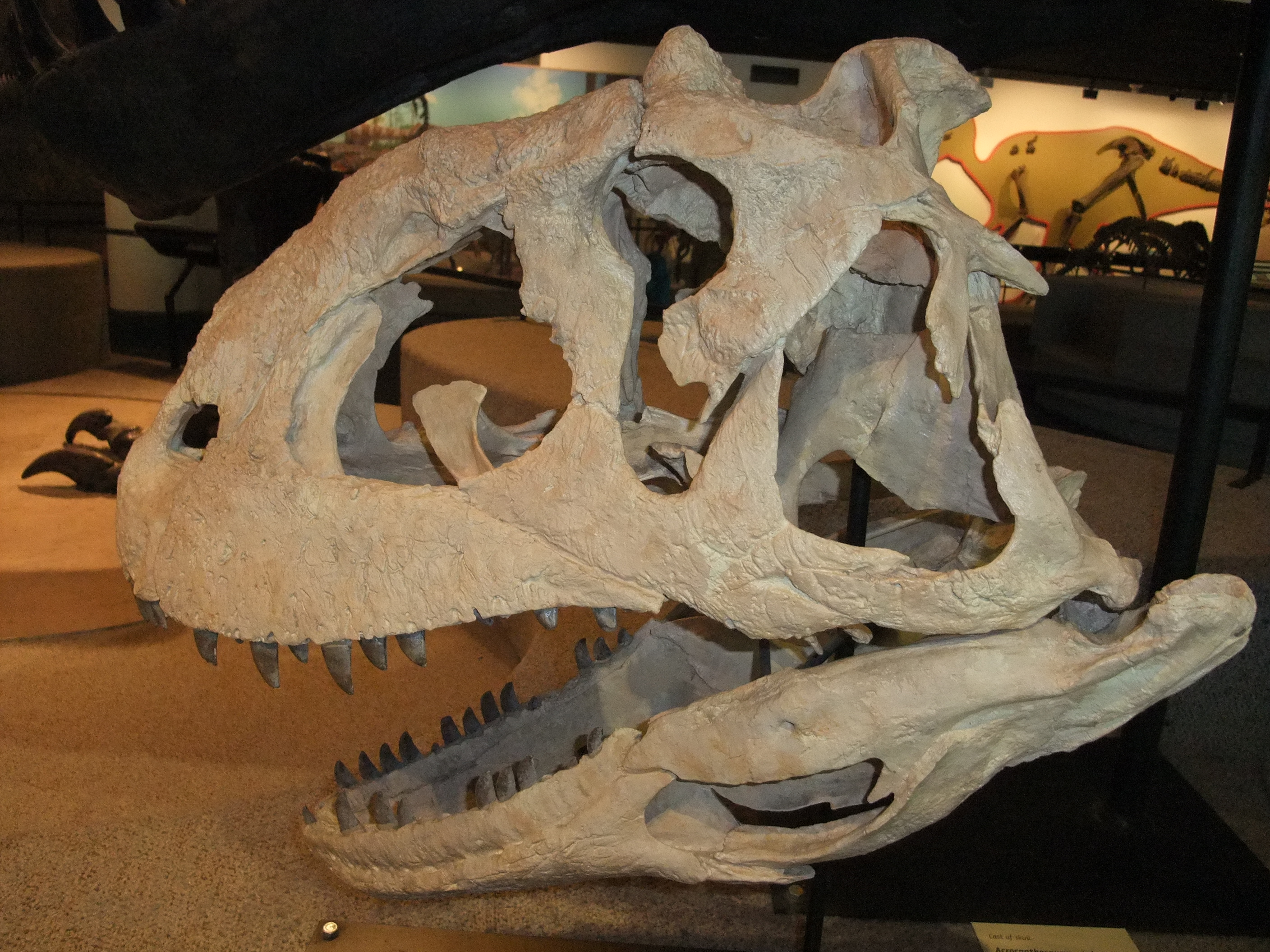
Afgietsel van de schedel

Het jukbeen is vijfstralig met takken naar de maxilla, het traanbeen, het postorbitale en een gevorkte achterste tak naar het L-vormige quadratojugale, waarmee het hecht verbonden is zonder een beweeglijk gewricht te vormen dat op dit punt kinesis van de schedel zou toestaan. Het quadratojugale is weer stevig verbonden met het quadratum en het squamosum. De opgaande tak van dat laatste bot vormt de zijkant van een hoge dwarskam op de achterkant van de schedel die de aanhechting vormt voor sterke nekspieren.
Boven op de schedel zijn de voorhoofdsbeenderen sterk verdikt en hecht met de neusbeenderen vergroeid. Hun eigen vergroeiingsvlak vormt midden op de kop een hoog uitsteeksel met de vorm van een afgeknotte kegel. Deze structuur is onbekend van andere theropoden en zijn functie is raadselachtig. De grootte ervan varieert sterk tussen de verschillende exemplaren zodat het als een soort pronkorgaan gediend kan hebben dat leeftijd of geslacht aangaf. Het is uitgehold door een interne kamer die vlak boven de hersenpan is gelegen maar daarvan gescheiden wordt door een laag bot. Het uitsteeksel is door de beschrijvers de processus cornualis gedoopt. Bij het grootste specimen heeft het een hoogte van eenennegentig millimeter en een breedte aan de basis van zesennegentig millimeter. Aan de onderkant zijn er zijkamers van de luchtholte. De mate van uitholling is uniek onder basale theropoden. Deze sinus van de voorhoofdsbeenderen staan niet in verbinding met de neusholten; kennelijk bood de beennaad met de prefrontalia, via een omweg door het traanbeen en de sinus van de fenestra antorbitalis, toegang aan uitlopers van de luchtzakken van de nek waarmee de voorhoofdsholten een deel vormden van het ademhalingssysteem. De dikke beenlaag aan de bovenkant is sterk geornamenteerd en droeg bij het levende dier wellicht een hoornstructuur. De wandbeenderen zijn plat met een lage middenrichel. Achteraan lopen ze over in de hoge dwarskam. Ze vormen de bovenkant van de hersenpan die erg lang en nauw is, met een lengte van ongeveer achttien centimeter en een grootste breedte van zesenveertig millimeter. Boven in de hersenpan is een grote ruimte voor een pijnappelklier.
Aan de onderkant van de schedel is het verhemeltebeen vrij kort, overeenkomstig de algehele verkorting van de kop. De vomer is onbekend. Het pterygoïde aan de achterkant is een complexe driestralige structuur met vooraan een tak naar de vomer, achteraan een naar het quadratum en aan de zijkant een verbinding met het zeer robuuste U-vormige ectopterygoïde. Beide pterygoïden samen vormden een hoog boogvormig gewelf als bovenkant van de muil.

### Onderkaken
De onderkaken samen, de mandibula, weerspiegelen de bouw van de schedel en zijn dus kort en U-vormig. De voorkant van iedere onderkaak is vrij kort en plat, de achterkant juist wat verlengd en hoog rond een grote opening aan de buitenste zijkant. Die loopt door tot aan een nog grotere opening aan de binnenste zijkant. De holle achterkant, van boven open, diende zo als aanhechting voor de pees van een van de belangrijkste sluitspieren, de Musculus adductor mandibulae internus. De ondersteuning voor het onderste kaakgewricht, de processus retroarticularis, is uitzonderlijk lang. Het bot van de onderkaak is net als dat van de schedel erg ruw en geornamenteerd, althans onder een lange diepe lengtegroeve die vermoedelijk de grens tussen de beschubde huid en het tandvlees demarqueert en dus de aanzet van de onderlip.
Beide onderkaken zijn vooraan niet sterk vergroeid in een symfyse, wat des te opvallender is omdat de meeste andere beennaden in de kop extreem verdikt en samengesmolten zijn. Dit duidt er vermoedelijk op dat de mandibula vooraan een zekere interne beweeglijkheid had en zo iets kon verkorten om meer vlees naar binnen te werken. Dit werd nog versterkt door erg losse verbindingen tussen het tanddragend been van de voorkant van de onderkaak, het dentarium, en de achterste delen. Hierdoor ontstaat een zijgewricht in de wand van de onderkaak die op dat punt iets naar buiten kan klappen wat de voorkant extra naar binnen trekt. Bij de meeste basale theropoden bestaat een gelijksoortig mechanisme maar bij Majungasaurus zijn de gewrichtsvlakken voor deze functie geoptimaliseerd.
In de onderkaak staan zeventien tanden, waarvan de interdentaalplaten aan de binnenkant versterkt worden door een lang supradentarium.

### Tanden
De tanden van Majungasaurus behoren tot de weinige gebitselementen die van de abelisauriden bekend zijn. Er staan vier tanden in de praemaxilla, zeventien in de maxilla en zeventien in het dentarium: bij elkaar achtendertig per helft voor een totaal van zesenzeventig. Opmerkelijk is dat deze formule voor alle gevonden exemplaren opgaat; meestal is het aantal variabel bij de grote theropoden bij welke tijdens de rijping de tandposities afnemen doordat de tanden positief allometrisch groeien: extra in grootte toenemen ten opzichte van het kaakbeen.
De tanden hebben de algemene theropode vorm: ze zijn afgeplat, naar achteren gebogen, hebben voorste en achterste snijranden en kartelingen. Dit zijn allemaal aanpassingen om door vlees te snijden. De tanden tonen ook zeer algemene mede bij andere groepen voorkomende kenmerken die typisch zijn voor de abelisauriden: de voorrand is matig gekromd en de afplatting is vrij sterk. Bijzondere overeenkomsten, synapomorfieën, met de tanden van de andere abelisauriden als geheel zijn er echter eigenlijk niet, hoewel die van Indosuchus sterk gelijkend zijn. Majungasaurus heeft in het gebit wel drie geheel eigen kenmerken, autapomorfieën, die niet bij andere theropoden voorkomen. De achterrand van de tanden is erg recht in plaats van hol gekromd. Aan de binnenkant van de tandkroon lopen hoge richels van de tandbasis uit richting de punt. Verder is de bouw van de premaxillaire tanden uniek.
Aan het feit dat de snuit vooraan zo stomp is, zijn de tanden in de praemaxilla aangepast. Ze zijn veel minder afgeplat en erg recht met een lengte van zo'n drie centimeter. Hun snijranden liggen aan de binnenkant van de tandkroon. Zo zijn ze beter gevormd om een brede hap te nemen uit de prooi in plaats van zijn vlees te doorsnijden. De premaxillaire tanden hebben fijne kartelingen, denticula, waartussen zich slechts zeer ondiepe groefjes bevinden; de diepe 'bloedgroeven' die sommige andere soorten tonen, ontbreken.
De tanden in de maxilla zijn vooraan groter, tot een lengte van zo'n vier centimeter, en aan de voorste snijrand meer gekromd. Ze hebben kartelingen die helemaal tot aan de punt van de tandkroon lopen, een mogelijke vierde autapomorfie van de soort. Een mogelijke vijfde is dat de zeventiende tand zeer klein en recht is, geringer in omvang dan enige tand in de onderkaak. Naar achteren toe nemen de maxillaire tanden in lengte af.
De tanden in het sterk gekromde dentarium, tanddragend bot, van de onderkaak zijn een stuk kleiner dan die in de bovenkaak, met een gemiddelde lengte van eenentwintig millimeter. Hun afneming in grootte naar achteren toe is echter minder extreem. Net als bij de bovenkaak zijn de voorste tanden het rechtst en de achterste krommer. De kleine vertandingen op de snijranden nemen richting de spits van de tand sneller in grootte af dan bij de tanden van de bovenkaak.
De tanden werden permanent vervangen. In 2019 werd van een tand van Majungasaurus vastgesteld dat die in slechts zesenvijftig dagen aangemaakt was, ongeveer half de tijd die andere grote theropoden nodig hadden.

### Postcrania

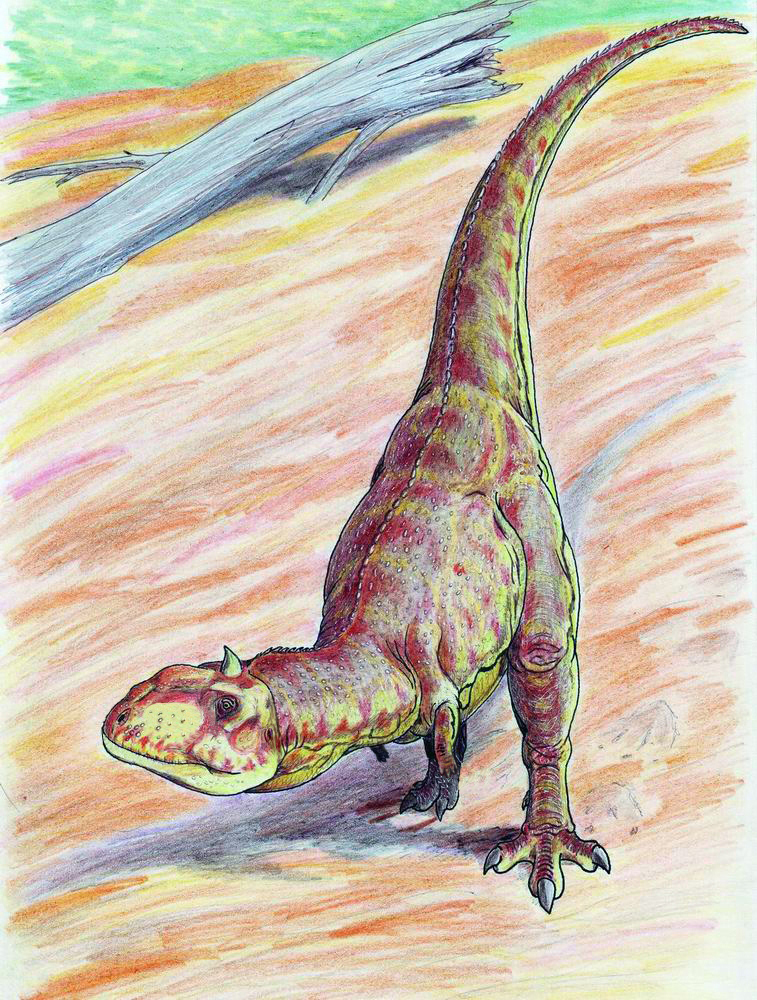
Majungasaurus had een brede krachtige nek

#### Wervelkolom
De wervelkolom is vooral goed bekend van specimen UA 8678. Hij bestaat uit tien halswervels, dertien ruggenwervels, vermoedelijk vijf sacrale wervels en minstens zesentwintig staartwervels. De bouw van de wervels wijst op een zware musculatuur.
De halswervels zijn opisthocoel: van voren bol en van achteren hol. De ruggenwervels en staartwervels zijn amficoel: aan beide zijden hol. De halswervels, ruggenwervels en sacrale wervels zijn gepneumatiseerd. De nekribben zijn gepneumatiseerd maar de ribben van de borstkas niet. De individuele wervels en ribben verschillen sterk in de positie van de foramina pneumatica. Over de volle wervelkolom zijn de doornuitsteeksels laag en dragen geen huidverbeningen hoewel de achterste bovenop vrij ruw en verbreed zijn. De doornuitsteeksels van de nek en rug hebben bovenop een dwarsgroeve.
De halswervels zijn plat en breed. Ze zijn, zoals bij de meeste theropodengroepen, zo afgeschuind dat de nek in een S-curve gedwongen wordt. De epipofysen zijn relatief breed en de zijuitsteeksels staan haaks op de as van de lengterichting in plaats van schuin naar achteren. Beide kenmerken scheppen meer ruimte voor epaxiale spiergroepen die een zijdelingse kracht kunnen uitoefenen. Een proatlas was vermoedelijk afwezig. De nekribben zijn lang en delicaat gebouwd.
De ruggenwervels zijn kort en spoelvormig met lage maar stevige doornuitsteeksels. Naar achteren toe bewegen de parapofysen, de onderste gewrichtsvlakken voor de ribben, steeds verder zijwaarts totdat ze vrijwel met de diapofysen, de bovenste gewrichtsvlakken, samensmelten tot een pleuropofyse. Door dit verschijnsel steken de achterste ribben meer achterwaarts in plaats van iets naar voren. Een misschien uniek kenmerk is dat de tiende en elfde rib aan de achterste binnen kant van het bovenste derde deel van hun schacht een opvallende richel hebben.

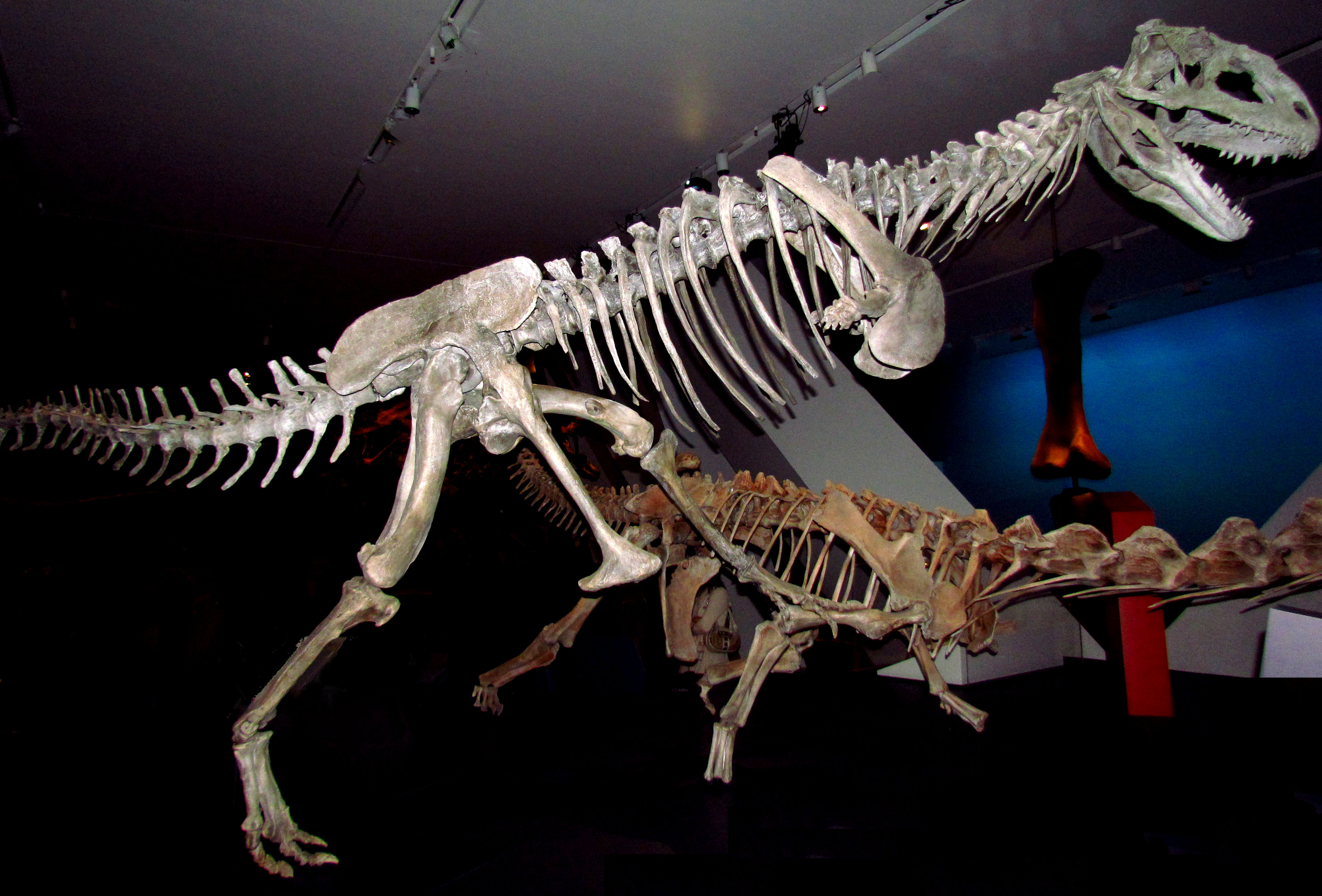
Een skeletmodel

Het aantal sacrale wervels bedraagt waarschijnlijk vijf: een volledig sacrum is niet gevonden maar wel darmbeenderen met vijf sacrale ribben. De wervellichamen zijn bovenop plat en onderop middenin ieder afzonderlijk wat uitgehold maar zonder lengtegroeve. Ze zijn niet gepneumatiseerd maar de wervelbogen juist zeer sterk. De doornuitsteeksels zijn versmolten tot een enkele plaat.
De voorste staartwervels zijn nauw en elliptisch in doorsnede met slechts een ondiepe lengtegroeve op de onderkant. Ze missen de secundaire gewrichtsfacetten van het hyposfeen en hypantrum die andere basale theropoden wel bezitten. De doornuitsteeksels steken slecht licht naar achteren; van de zevende staartwervel worden ze cilindervormig. De zijuitsteeksels van de voorste staartwervels zijn zeer lang en de staartbasis moet afgeplat zijn geweest wat een zeldzaamheid is onder de theropoden. Dat dus ook de staart extreem zwaar gespierd was, blijkt verder uit de aanwezigheid van verbrede epipofysen tot het midden van de staart. Het uiteinde van de staart is echter niet afgeplat. Hoewel het precieze aantal staartwervels onbekend is, werd er wel een staartpunt van drie wervels gevonden die met elkaar vergroeid waren.
Gastralia ofwel buikribben zijn los gevonden maar hun positie en uitgebreidheid zijn verder onbekend.

#### Voorste ledematen
Van de schoudergordel van Majungasaurus was slechts een enkel linkerscapulocoracoïde bekend, specimen FMNH PR 2278 met en lengte van 645 millimeter. In 2012 werd een completere schoudergordel beschreven. Het schouderblad is lang en heeft een rechte achterrand. Het blad is hol aan de binnenkant en verdunt naar voren en boven toe. Het schoudergewricht is naar achteren en beneden gericht en heeft opvallende opstaande randen. Er is in een vorkbeen beschreven, het eerste dat van een abelisauride bekend is. Het is breed met wijd, honderdveertig graden, uiteenstaande takken en boemerangvormig met een plat afgerond middengedeelte. Ook in doorsnede is het vorkbeen relatief plat.
Van de arm was lang alleen het opperarmbeen bekend met als belangrijkste specimen de rechterhumerus FMNH PR 2423. Meestal werd Majungasaurus al geïllustreerd met de zeer gereduceerde voorpoten van zijn verwanten omdat de humerus geen aanzienlijke lengte deed vermoeden. In 2012 werd door Sarah Burch de vondst bekendgemaakt van verdere armelementen, met name specimen FMNH PR 2836 dat in verband gevonden is. Het opperarmbeen is kort maar niet gedrongen en in absolute zin zo'n veertig centimeter lang. De kop is rond; de deltopectorale kam een lage ruwe richel die van zijkant naar de voorkant omlaag loopt. De schacht is bedekt met verschillende richels en verruwingen die als aanhechting konden dienen voor een stevige musculatuur. De voorpoot was zo in staat nog een niet onaanzienlijke kracht uit te oefenen en de voorste ledematen zouden dus nog functioneel kunnen zijn geweest. Daar staat tegenover dat de onderste gewrichtsknobbels gereduceerd zijn tot een paar uithollingen aan het uiteinde van het bot. Dit leek erop te duiden dat er geen functioneel ellebooggewricht meer was: de ellepijp en het spaakbeen zouden niet meer in staat ten opzichte van de humerus te buigen en zouden als stompjes permanent in het verlengde van de bovenarm gestaan hebben. De nieuwe vondsten duiden er echter op dat de elleboog zijn mobiliteit behouden had. Door de bolle humeruskop was de arm ook in staat vanuit het schoudergewricht te roteren.
De onderarm is zeer kort, met maar een kwart van de lengte van de bovenarm. Ellepijp en spaakbeen zijn niet rudimentair maar robuust en hebben zowel bovenaan als onderaan sterk verbrede gewrichtsvlakken. Het polsgewricht is wellicht nog beweeglijk, hoewel alle handwortelbeentjes verdwenen lijken te zijn; wellicht verbeenden ze bij de Ceratosauria nooit. De hand is iets korter dan de onderarm en telt vier middenhandsbeenderen en vier vingers. De formule van de vingerkootjes is 1-2-2-1-0. Alleen de twee middelste vingers dragen kleine klauwtjes; de twee buitenste zijn gereduceerd tot stompjes. De vingers zijn vermoedelijk niet meer tot buigen in staat.

#### Achterste ledematen

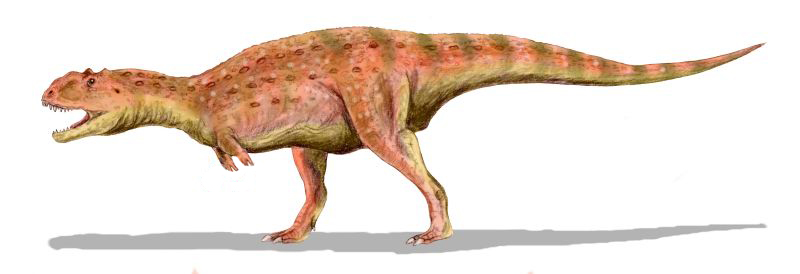
Door zijn korte achterpoten stond Majungasaurus vrij laag boven de grond

Van het bekken van Majungasaurus is alleen het darmbeen bekend. Het voorblad hangt wat naar beneden en toont op de onderrand een hoek die de voorste grens vormt voor een van de takken van de Musculus puboischiofemoralis internus. De achterrand van het achterblad is golvend met een inkeping bovenaan en een bol stuk onderaan; de onderrand is hol met een dikke ruwe rand over het achterste derde deel. Het heupgewricht is hoog en is bovenaan gekromd als een parabool; de bovenrand is achteraan sterk verdikt. Het aanhangsel voor het zitbeen heeft vooraan een uitstekende punt. Het aanhangsel voor het schaambeen maakt een nog krachtiger verbinding mogelijk: het heeft een beenpen onderaan die kennelijk in een holte boven in het os pubis paste. Aan de interne, van de wervelkolom afgerichte, zijde van de binnenkant van het blad is er een opvallende groeve en richel voor de bevestiging van de Musculus caudofemoralis brevis.

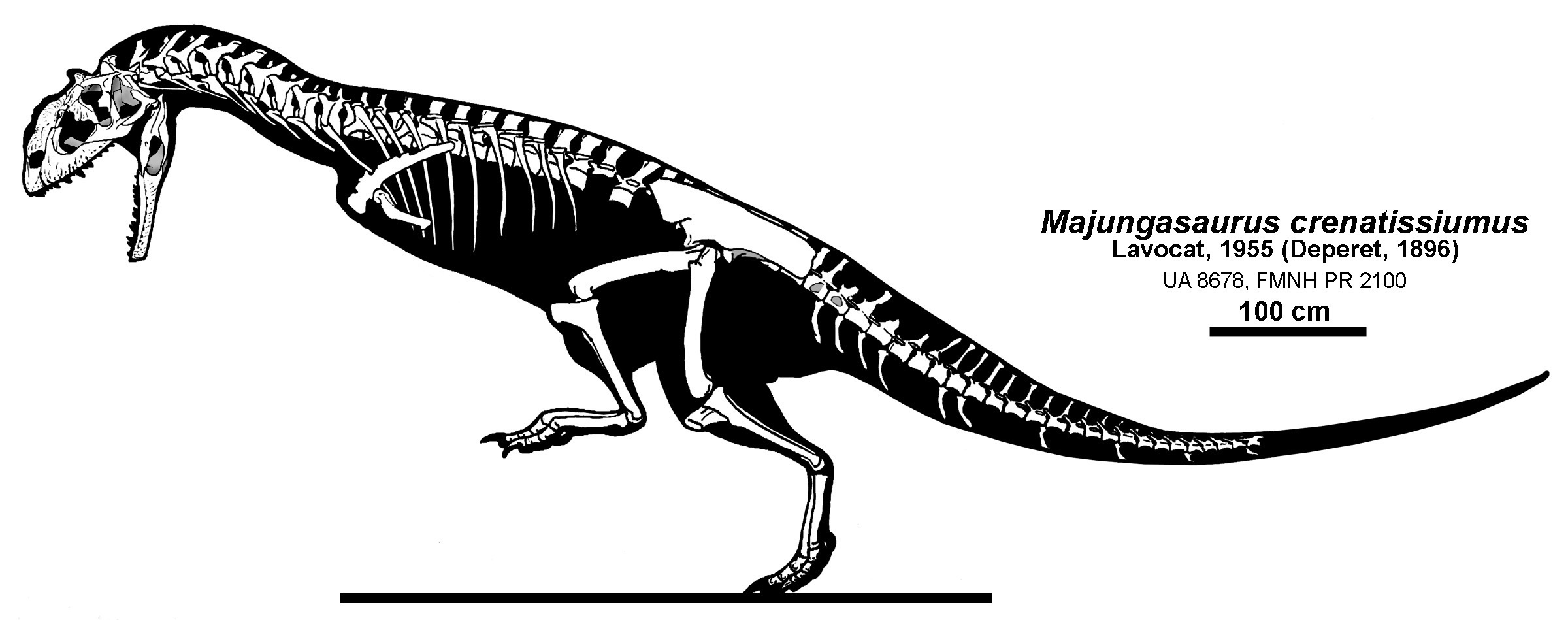
Een diagram van de in 2011 bekende skeletelementen. De hier getoonde opgerichte houding was mogelijk maar misschien uitzonderlijk

Van bijna de volledige achterpoot van Majungasaurus zijn de — niet altijd complete — skeletelementen bekend met uitzondering van de onderste tarsalia, het eerste en vijfde middenvoetsbeen, het eerste kootje van de eerste teen en het vierde kootje van de derde teen. De achterpoot is kort. Dat komt vooral door een kort onderbeen maar ook het dijbeen is kort ten opzichte van het lichaam als geheel. Alleen van specimen FMNH PR 2278 zijn de achterpoten gevonden en daar heeft het dijbeen een bewaarde lengte van 568 millimeter. De dijbeenkop is niet bekend. Het dijbeen is vooraan en aan de buitenzijde bol gebogen. De bovenste schacht van het dijbeen heeft vele verruwingen als aan hechting voor de musculatuur. De trochanter minor was aan de basis duidelijk gescheiden van de trochanter major. Aan de achterkant van de schacht lag op ongeveer veertig procent van de lengte van de kop verwijderd een richelvormige vierde trochanter, de aanhechting van de retractorspier van staart. De vierde trochanter is opvallend klein vergeleken met de veel zwaardere aanhechting voor de andere spieren. De onderste gewrichtsknobbel zijn even hoog en gescheiden door een diepe groeve; die voor het kuitbeen is veel breder en erg ruw.
Het scheenbeen is erg kort en gedrongen. Op de bovenkant van het scheenbeen steekt een enorme crista cnemialis naar voren, de aanhechting voor strekspier van de dij. Deze kam steekt ver boven het niveau van de gewrichtsknobbels uit en heeft aan de buitenste zijkant een diepe groeve; hij versmalt niet naar een puntig uiteinde maar verbreedt juist naar boven en beneden. Wel is het blad ervan erg dun. Aan de buitenzijde van het scheenbeen zorgt een stevige richel voor het contact met het kuitbeen. Deze fibula is even lang als het scheenbeen maar niet bijzonder robuust. Aan de voorste zijkant bevindt zich bovenaan een opvallende verheffing voor de aanhechting van de Musculus iliofibularis. De buitenste zijkant toont aan het bovenste derde deel van de schacht een brede groeve met een L-vormige doorsnede waarin de pees van de Musculus popliteus stak. Het sprongbeen is niet met het scheenbeen versmolten. Boven de onderkant loopt een dwarsgroeve; aan de basis van de spatelvormige opgaande tak bevindt zich een uitholling met twee openingen.

### Weke delen

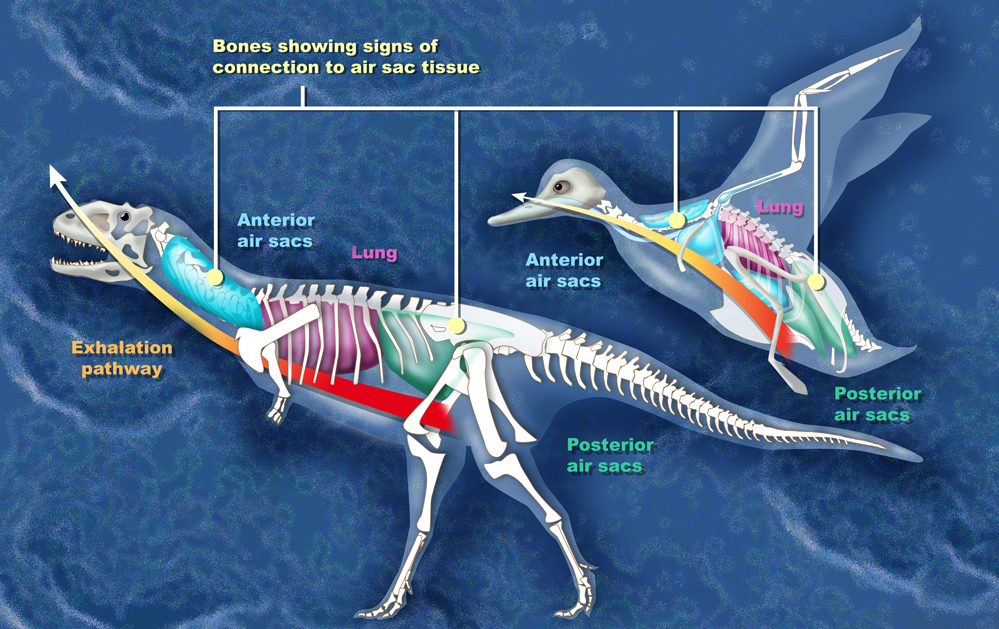
De luchtzakken van Majungasaurus vergeleken met die van een vogel

Behalve wat betreft de vrij zware bouw van het spierstelsel zijn er weinig gegevens over de weke delen van Majungasaurus. De kleur van het dier is onbekend. Een uitzondering vormen de aanwijzingen die de pneumatisering ons verschaft. Die wijst op een ademhalingssysteem met luchtzakken, die via een opening in de luchtpijp zich met lucht vulden en die daarna altijd in dezelfde richting door de stijve longen stuwden. Dit is een zeer efficiënte wijze van ademhalen en een teken dat Majungasaurus warmbloedig was. Aangezien zowel de nek als de achterste wervels gepneumatiseerd waren, bevond zich kennelijk zowel voor in de borstkas als achter in de buikholte een luchtzaksysteem. Een voorste systeem zou in staat geweest zijn de lucht ook uit de longen te zuigen en verbeterde zo de ademhalingscyclus.
Zulke luchtzakken zijn ook bij vogels aanwezig; Majungasaurus was als neoceratosauriër echter niet bijzonder nauw aan de vogels verwant en daaruit kan afgeleid worden dat alle Theropoda voorste en achterste luchtzakken hadden en warmbloedig waren. Dat Majungasaurus vrij groot was, verhoogde de kans dat de uitlopers van de luchtzakken de beenderen binnendrongen en dit verschaft ons betere informatie over de uitgebreidheid van het systeem dan bij kleinere soorten. Opvallend is dat de pneumatisering ook de voorste delen van de schedel bereikte; er zijn aanwijzingen dat er zich een kleine luchtzak aan de schedelbasis bevond en nog kleinere zakken bij de oren.

## Fylogenie
Toen het dier nog Megalosaurus crenatissimus was, gold het impliciet als een lid van de Megalosauridae. Ook nadat het Majungasaurus geworden was, zag men het wel als behorend tot die groep. Een alternatieve interpretatie, populair in de jaren zestig, was dat het een lid van de Tyrannosauridae betrof, gezien de robuuste bouw en de late geologische leeftijd. De verwantschappen en verspreiding van de grote theropoden werden indertijd slecht begrepen.
Majungasaurus is in 1991 door José Bonaparte ondergebracht bij de Abelisauridae, een groep die toen bekend geworden was uit Zuid-Amerikaanse vondsten. Alle latere onderzoekers hebben dit oordeel bevestigd. Een recentere exacte analyse geeft de soort als een nauwe verwant van de Indiase vormen Rajasaurus en Indosaurus die samen een klade zouden vormen, binnen de Carnotaurinae, als zustergroep van Zuid-Amerikaanse vormen die verenigd zouden zijn binnen de Brachyrostra. Een mogelijke stamboom toont dan dit kladogram:
|  | Carnotaurus |
|  |             |
|  | Aucasaurus  |
|  |             |

|  | Ilokelesia                                                          |
|  |                                                                     |
|  | \| \| Skorpiovenator \| \| \| \| \| \| Ekrixinatosaurus \| \| \| \| |
|  |                                                                     |
|  | Skorpiovenator                                                      |
|  |                                                                     |
|  | Ekrixinatosaurus                                                    |
|  |                                                                     |

|  | Skorpiovenator   |
|  |                  |
|  | Ekrixinatosaurus |
|  |                  |

|  | Carnotaurus |
|  |             |
|  | Aucasaurus  |
|  |             |

|  | Ilokelesia                                                          |
|  |                                                                     |
|  | \| \| Skorpiovenator \| \| \| \| \| \| Ekrixinatosaurus \| \| \| \| |
|  |                                                                     |
|  | Skorpiovenator                                                      |
|  |                                                                     |
|  | Ekrixinatosaurus                                                    |
|  |                                                                     |

|  | Skorpiovenator   |
|  |                  |
|  | Ekrixinatosaurus |
|  |                  |

|  | Carnotaurus |
|  |             |
|  | Aucasaurus  |
|  |             |

|  | Ilokelesia                                                          |
|  |                                                                     |
|  | \| \| Skorpiovenator \| \| \| \| \| \| Ekrixinatosaurus \| \| \| \| |
|  |                                                                     |
|  | Skorpiovenator                                                      |
|  |                                                                     |
|  | Ekrixinatosaurus                                                    |
|  |                                                                     |

|  | Skorpiovenator   |
|  |                  |
|  | Ekrixinatosaurus |
|  |                  |

|  | Carnotaurus |
|  |             |
|  | Aucasaurus  |
|  |             |

|  | Ilokelesia                                                          |
|  |                                                                     |
|  | \| \| Skorpiovenator \| \| \| \| \| \| Ekrixinatosaurus \| \| \| \| |
|  |                                                                     |
|  | Skorpiovenator                                                      |
|  |                                                                     |
|  | Ekrixinatosaurus                                                    |
|  |                                                                     |

|  | Skorpiovenator   |
|  |                  |
|  | Ekrixinatosaurus |
|  |                  |

## Levenswijze

### Leefgebied en voedsel

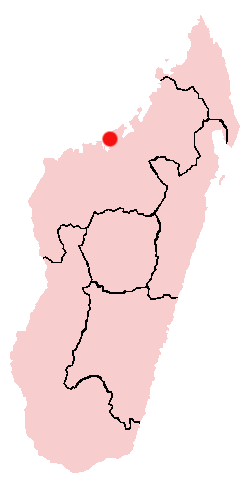
De vindplaats lag 67 miljoen jaar geleden al op de kust

In het Maastrichtien had Madagaskar zich al zo'n twintig miljoen jaar als een subcontinent van zowel Afrika als het Indiase subcontinent afgesplitst. De verwantschappen van Majungsaurus zijn wel als ondersteuning gezien van de hypothese dat de scheiding met India later plaatsvond. Het was dus net als tegenwoordig een relatief geïsoleerd eiland waarop de flora en fauna een eigen ontwikkeling volgden, gescheiden van de rest van de wereld. Het klimaat van het eiland was toen vrij droog en subtropisch warm met een duidelijk droog en nat seizoen. De fossielen van Majungasaurus zijn gevonden in wat indertijd een vrij smalle kustvlakte was, doorsneden door ondiepe regenrivieren en tamelijk dicht begroeid. Dat wil niet zeggen dat het dier niet op de aangrenzende hoogvlakten leefde; in zulke eroderende gebieden werd echter geen sediment afgezet en zijn dus ook geen fossielen bewaard gebleven. Tijdens het droge seizoen verzamelden veel dieren zich vermoedelijk bij de opdrogende stromen en dat verklaart de concentraties aan fossielen die daar zijn gevonden. Majungasaurus zal van zulke gelegenheden gebruik hebben gemaakt om andere dieren prooi te maken.

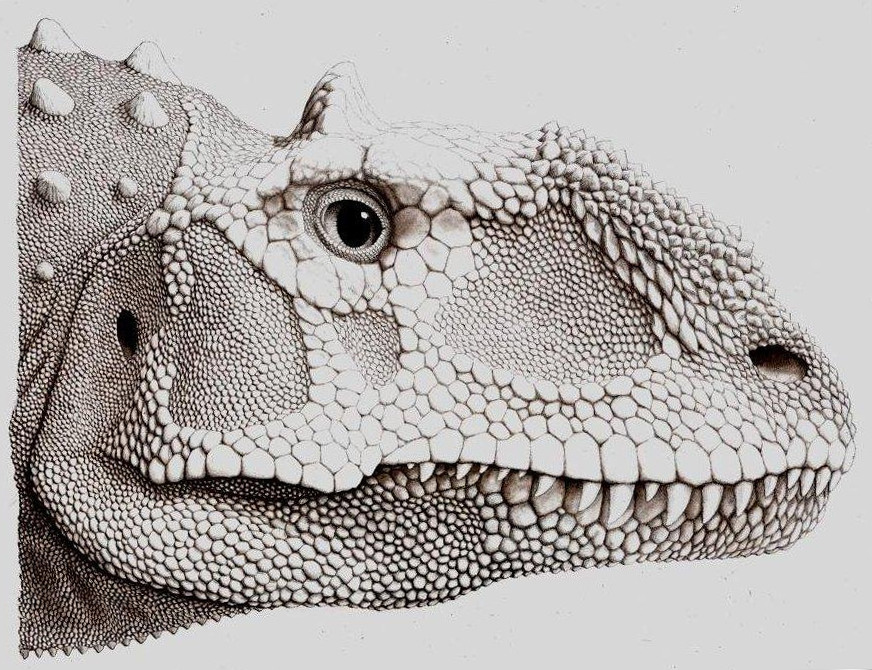
De korte kop van Majungsaurus zou bedoeld zijn om brokken vlees uit de levende prooi te scheuren

De belangrijkste planteneters van het eiland waren Sauropoda. Grote Ornithischia die tijdens het Opper-Krijt in Noord-Amerika en Azië de dominante herbivoren waren, zijn op Madagaskar niet gevonden. Er zijn twee sauropoden geïdentificeerd waarvan Rapetosaurus ook als een eigen geslacht benoemd is; de andere soort, Titanosaurus madagascariensis, is slechts bekend van twee wervels en behoeft herbeschrijving. Het gaat hier om een middelgroot lid van de Titanosauria met een erg lange nek. Majungasaurus was het enige bekende roofdier dat groot genoeg was — althans op het land: in de rivieren kwamen de Crocodyliformes Mahajangasuchus insignis en Trematochampsa oblita voor — om zulke prooien te bejagen; de in dezelfde habitat voorkomende theropode Masiakasaurus was daarvoor te klein en daarbij een gespecialiseerde viseter. Majungasaurus was dus de apexpredator van zijn leefgebied.
Dat sauropoden zijn hoofdvoedsel vormden, is gesuggereerd als een mogelijke verklaring voor de vreemde schedelvorm van Majungasaurus. De meeste theropoden hebben langwerpige schedels met een rij kleine snijdende tanden, bedoeld om een prooi herhaaldelijk oppervlakkige verwondingen toe te brengen en hem door bloedverlies uit te putten. De kop van Majungasaurus is echter extreem versterkt, breed en zwaar gespierd. Dit zou kunnen wijzen op een andere jachttactiek, gelijk aan die van de Tyrannosauridae, waarbij een beslissende krachtige beet werd toegebracht. Terwijl de tyrannosauriden daartoe echter enorme tanden hebben ontwikkeld, is het gebit van Majungasaurus weinig indrukwekkend en zou niet in staat geweest zijn om met één hap dodelijk te verwonden. Als alternatief is daarom verondersteld dat het dier met een wrikkende beweging van hals en kop een groot brok vlees uit het gigantische lichaam van de sauropode scheurde. Dat zou ook de zware musculatuur van nek — waarop de hoge dwarskam op de schedel wijst die verbonden was met de Musculus complexus en de Musculus biventer cervicis — en romp van Majungasaurus verklaren. De grote epipofysen van de hals duiden erop dat vooral de nekspieren van de zijkanten verdikt waren om een zijwaartse beweging uit te voeren. De geringe lengte van de tanden zou dan verhinderen dat ze hierbij afbraken en hun rechte achterkant zou de prooi beter vastgehouden hebben. De grotere premaxillaire tanden en het vermogen de onderkaken te verkorten en verbreden zou de bijtwond vergroot hebben en de kop ook een zekere flexibiliteit hebben verschaft die voorkwam dat de eigen kaakgewrichten ontwricht raakten; ook die zijn duidelijk versterkt. Een studie naar de bijtkracht toonde aan dat die, ondanks de platte onderkaak, nog verrassend groot was zodat de prooi zich lastig had kunnen losrukken. De grote holten binnenin het bot van de versmolten neusbeenderen en de voorhoofdsbeenderen zouden gediend hebben om torsiekrachten om de lengteas te weerstaan. De korte stevige achterpoten zouden een aanwijzing zijn dat Majungasaurus zich specialiseerde in het achtervolgen en aanvallen van langzame prooien. Sauropoden waren door hun bouw niet in staat te rennen. Deze analyse door Lawrence Witmer weerspreekt een eerdere suggestie door Gerardo Mazzetta dat de Carnotaurinae wegens hun zwakke onderkaken zich gespecialiseerd zouden hebben in het van de grond plukken van kleine prooi. Patrick O'Connor ziet in de combinatie van verbening, versterking en vergrote epaxiale musculatuur eerder een aanpassing aan een levenswijze als aaseter.

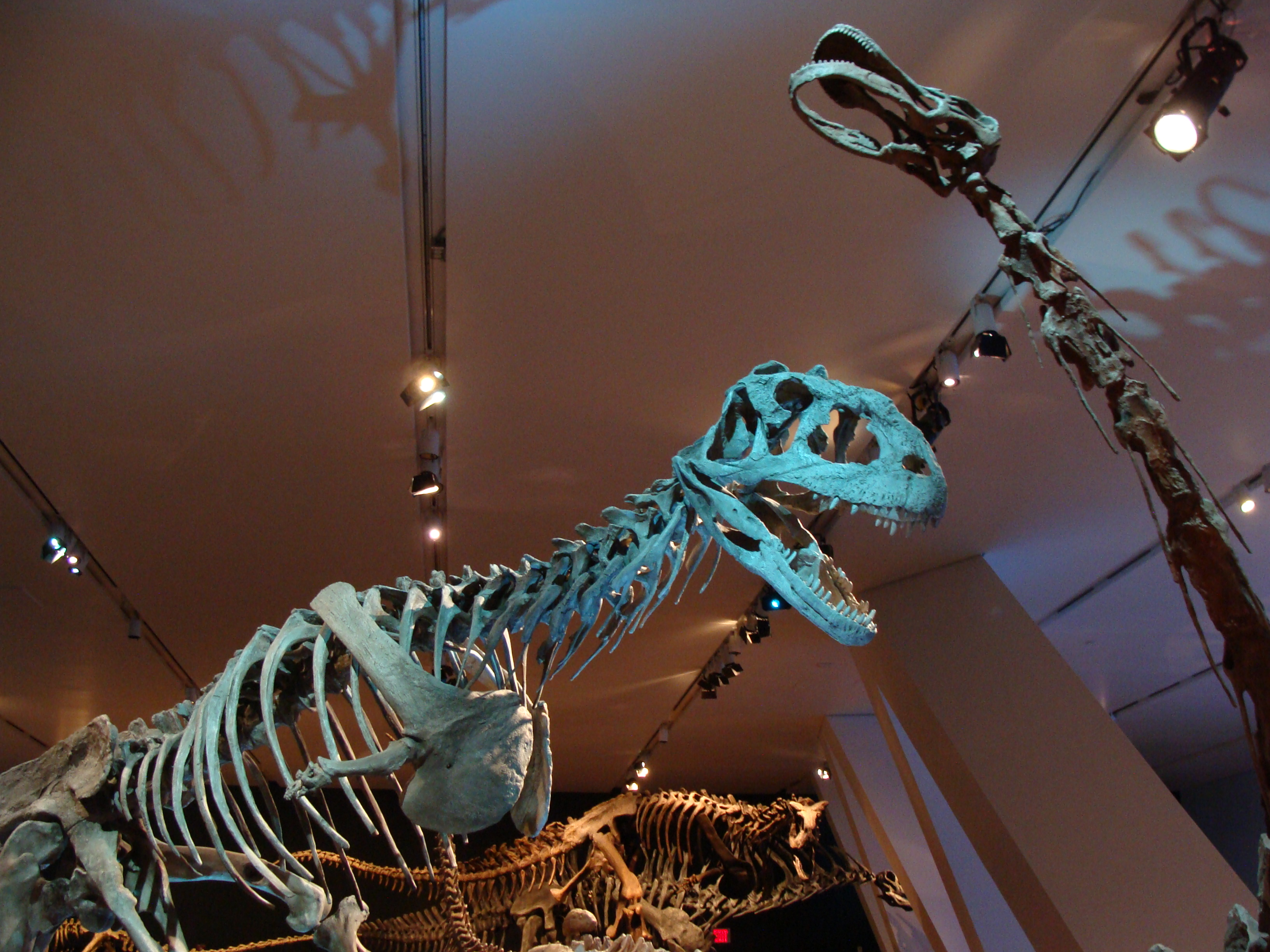
Majungasaurus voedde zich met Rapetosaurus

Direct bewijs voor het eten van sauropoden is gevonden in de bijtsporen die op de botten van Rapetosaurus zijn aangetroffen. Deze tonen echter nog niet aan dat de prooi actief bejaagd werd; het zou ook kunnen gaan om het afkluiven van krengen. In 2019 werd het hoge tempo van tandwisseling verklaard uit een grotere slijtage door het afknagen. De meeste theropoden functioneerden vermoedelijk mede als aaseter. Opmerkelijk is dat dezelfde sporen op de botten van Majungasaurus te zien zijn wat zou duiden op kannibalisme. Of het hier gaat om het eten van aas, actieve jacht of het achteraf verorberen van de verliezers van dominantiegevechten binnen de soort, is onzeker: het overwegen van schraapsporen op de wervelkolom duidt op het eerste.

### Ziekte
Onder de vele botten die van Majungasaurus zijn gevonden, bevinden zich ook specimina die getuigen van verwondingen en ziekten. Bijtwonden zijn niet aangetroffen. Wel zijn er geheelde breuken geconstateerd, zoals van een teenkootje. Veel wervels laten pathologische botgroei, vergroeiingen en verbeningen van pezen zien. Ten dele zal het hier gaan om normale verouderingsprocessen, soms om de gevolgen van infecties. Een opmerkelijk geval betrof een exemplaar, FMNH PR 2294, waarvan de laatste vijf gevonden staartwervels vergroeid waren waarna de reeks abrupt afbrak. Het is gesuggereerd dat het hier zou kunnen gaan om afgebeten staartpunt die later geheeld is of om een dier waarvan het staartuiteinde door een infectie in de vijf versmolten wervels eraf gerot is. De gevonden schedels tonen geen afwijkingen en het was kennelijk niet de gewoonte van Majungasaurus om concurrenten bij gevechten om een prooi af te schrikken door in hun gezicht te bijten, een gedrag waarvan bij verschillende andere theropoden de sporen zijn terug te vinden.
De pathologieën van FMNH PR 2838 werden in 2020 beschreven als een tijdens het leven opgelopen reeks ontstekingen, breuken van ribben, artritis van de linkervoorpoot en een beet in de nek, geen van alle fataal.

### Voortplanting en groei
Uit onvolwassen exemplaren is bekend dat de verbening van de wervels, waarbij de wervelboog vastgroeit met het wervellichaam, begint bij de voorste ruggenwervels en zich van daaruit richting kop en staart voortzet.

### Intelligentie
Door middel van een CAT-scan van specimen FMNH PR 2100 is de interne vorm van de hersenpan bestudeerd. Majungasaurus bleek een weinig opvallend brein te hebben, in grootte en vorm niet wezenlijk afwijkend van andere theropoden. De herseninhoud was 106,4 cm³, wat ten opzichte van de lichaamsgrootte wat aan de kleine kant is. Ook was de flocculus erg klein, de lob die zijwaartse bewegingen coördineert met de oogbeweging. Hieruit is geconcludeerd dat Majungasaurus niet goed was in het snel van de grond plukken van kleinere prooien, wat weer overeenkomt met zijn rol als apexpredator. De evenwichtsorganen echter zijn zo gevormd, met een erg lang horizontaal halfcirkelvormig kanaal, canalis semicircularis lateralis, dat juist een grotere gevoeligheid bestaat voor zijwaartse bewegingen. Deze tegenstelling is verklaard door aan te nemen dat Majungasaurus goed zijn evenwicht moest bewaren als hij bezig was een stuk uit een sauropode te wrikken. Ze tonen ook aan dat het hoofd vrij horizontaal gehouden werd, in plaats van iets naar beneden gericht, misschien om te voorkomen dat de uitbundige versieringen op de kop het gezichtsveld blokkeerden.